# Phare de Fort Point (Texas)
Le phare de Fort Point (en anglais : Fort Point Light), était un phare historique situé sur le côté sud de la baie de Galveston  dans le comté de Galveston au Texas.

## Histoire
Ce phare , mis en service en 1882 a été désactivé en 1909. Bien que le terrain fût réservé par la république du Texas dès 1836, le Congrès ne dota pas de fonds de construction avant 1878 et le feu ne fut achevé qu'en 1882. Onze ans plus tard, le feu fut arrêté, mais la station continua à servir un signal de brouillard jusqu'en 1950, le feu étant démonté trois ans plus tard. Une balise moderne se trouve à proximité du site et sert de feu d’alignement pour l’un des grands canaux de navigation.
Identifiant : ARLHS : USA-297 . 

### Lien connexe
- Liste des phares du Texas